# Batara cendré
Thamnomanes caesius
Espèce
Répartition géographique
Statut de conservation UICN

 LC  : Préoccupation mineure
Le Batara cendré (Thamnomanes caesius) est une espèce de passereaux de la famille des Thamnophilidae.

## Répartition et sous-espèces
Selon la classification de référence du Congrès ornithologique international (15.1, 2025) :
- T. c. glaucus Cabanis, 1847 — au nord de l'Amazone ;
- T. c. persimilis Hellmayr, 1907 — au sud de l'Amazone ;
- T. c. simillimus Gyldenstolpe, 1951 — le long du rio Purus ;
- T. c. hoffmannsi Hellmayr, 1906 — à l'est du rio Tapajós ;
- T. c. caesius (Temminck, 1820) — forêt atlantique.

## Classification
Le nom valide complet (avec auteur) de ce taxon est Thamnomanes caesius (Temminck, 1820).
L'espèce a été initialement classée dans le genre Muscicapa sous le protonyme Muscicapa caesia Temminck, 1820.
Ce taxon porte en français le nom vernaculaire ou normalisé suivant : Batara cendré,.
Thamnomanes caesius a pour synonyme :
- Muscicapa caesia Temminck, 1820